# Halowe Mistrzostwa Czech w Lekkoatletyce 2022
Halowe Mistrzostwa Czech w Lekkoatletyce w 2022 – halowe zawody lekkoatletyczne organizowane przez Český atletický svaz, które odbyły się 5 i 6 marca 2022 w Ostrawie.

## Rezultaty
| PB - rekord życiowy \| SB - najlepszy wynik w sezonie \| NR – halowy rekord kraju |

### Mężczyźni
| Konkurencja:              | 1. miejsce                                                    | Rezultat | 2. miejsce                                                    | Rezultat | 3. miejsce                                                         | Rezultat |
| Bieg na 60 m              | Zdeněk Stromšík                                               | 6,64     | Jan Veleba                                                    | 6,65     | Dominik Záleský                                                    | 6,68     |
| Bieg na 200 m             | Eduard Kubelík                                                | 21,03    | Jiří Kubeš                                                    | 21,24    | Ondřej Macík                                                       | 21,27    |
| Bieg na 400 m             | Patrik Šorm                                                   | 46,36    | Pavel Maslák                                                  | 46,70    | Vít Müller                                                         | 46,73    |
| Bieg na 800 m             | Lukáš Hodboď                                                  | 1:47,10  | Tomáš Vystrk                                                  | 1:48,17  | Lukáš Symerský                                                     | 1:49,23  |
| Bieg na 1500 m            | Daniel Kotyza                                                 | 3:50,38  | Jan Sýkora                                                    | 3:51,29  | Damián Vích                                                        | 3:52,10  |
| Bieg na 3000 m            | Damián Vích                                                   | 8:11,24  | Vladimír Marčík                                               | 8:19,95  | Marek Chrascina                                                    | 8:22,24  |
| Bieg na 60 m przez płotki | Petr Svoboda                                                  | 7,77     | Adam Helcelet                                                 | 7,91     | Vilém Stráský                                                      | 7,93     |
| Sztafeta 4 × 200 m        | Dukla Praha A Ondřej Macík Jiří Kubeš Matyáš Koška Vít Müller | 1:26,23  | AK ŠKODA Plzeň Ondřej Míka Marek Páník Daniel Kabyš Jakub Rež | 1:28,33  | Dukla Praha B Ondřej Škrland Bořek Pešta Jakub Rusek Philip Krenek | 1:28,81  |
| Skok wzwyż                | Marek Bahník                                                  | 2,20     | Jan Štefela                                                   | 2,13     | Josef Adámek                                                       | 2,13     |
| Skok o tyczce             | Matěj Ščerba                                                  | 5,35     | Filip Bartoněk                                                | 5,25     | Jan Kudlička                                                       | 5,15     |
| Skok w dal                | Radek Juška                                                   | 7,81     | Tomáš Kratochvíl                                              | 7,26     | Adam Helcelet                                                      | 7,16     |
| Trójskok                  | Ondřej Vodák                                                  | 15,55    | Jiří Vondráček                                                | 15,49    | Jakub Kunt                                                         | 15,33    |
| Pchnięcie kulą            | Jakub Forejt                                                  | 16,76    | Michal Forejt                                                 | 16,69    | Jan Touš                                                           | 16,66    |
| Siedmiobój                | Jiří Sýkora                                                   | 5021     | František Doubek                                              | 5621     | Tomáš Pulíček                                                      | 5125     |

### Kobiety
| Konkurencja:              | 1. miejsce                                                                   | Rezultat | 2. miejsce                                                                      | Rezultat | 3. miejsce                                                                                 | Rezultat |
| Bieg na 60 m              | Eva Kubíčková                                                                | 7,30     | Nikola Bendová                                                                  | 7,33     | Natálie Kožuškaničová                                                                      | 7,43     |
| Bieg na 200 m             | Natálie Kožuškaničová                                                        | 23,81    | Marcela Pírková                                                                 | 23,91    | Štěpánka Kolářová                                                                          | 24,32    |
| Bieg na 400 m             | Lada Vondrová                                                                | 51,90    | Tereza Petržilková                                                              | 52,64    | Dorota Skřivanová                                                                          | 54,32    |
| Bieg na 800 m             | Kristiina Mäki                                                               | 2:11,66  | Kimberley Ficenec                                                               | 2:12,08  | Lenka Čechová                                                                              | 2:12,26  |
| Bieg na 1500 m            | Diana Mezuliáníková                                                          | 4:13,89  | Iveta Rašková                                                                   | 4:26,41  | Tereza Novotná                                                                             | 4:26,98  |
| Bieg na 3000 m            | Kristiina Mäki                                                               | 9:07,26  | Diana Mezuliáníková                                                             | 9:07,29  | Tereza Novotná                                                                             | 9:20,73  |
| Bieg na 60 m przez płotki | Helena Jiranová                                                              | 8,15     | Tereza Elena Šínová                                                             | 8,26     | Nicoleta Turnerová                                                                         | 8,33     |
| Sztafeta 4 × 200 m        | USK Praha Marcela Pírková Klára Seidlová Lada Vondrová Natálie Kožuškaničová | 1:36,63  | AK ŠKODA Plzeň Tereza Petržilková Linda Suchá Barbara Píchalová Denisa Majerová | 1:39,60  | Sokol SG Plzeň-Petřín Kateřina Čermáková Anna Rychlíková Anežka Voříšková Lucie Zavadilová | 1:39,83  |
| Skok wzwyż                | Michaela Hrubá                                                               | 1,85     | Denisa Pešová                                                                   | 1,82     | Denisa Majerová                                                                            | 1,73     |
| Skok o tyczce             | Amálie Švábíková                                                             | 4,55     | Romana Maláčová                                                                 | 4,25     | Zuzana Pražáková                                                                           | 4,25     |
| Skok w dal                | Michaela Kučerová                                                            | 6,27     | Tereza Elena Šínová                                                             | 6,21     | Dorota Skřivanová                                                                          | 6,09     |
| Trójskok                  | Emma Maštalířová                                                             | 13,09    | Linda Suchá                                                                     | 12,92    | Tereza Sklenářová                                                                          | 12,48    |
| Pchnięcie kulą            | Katrin Brzyszkowská                                                          | 15,65    | Lenka Valešová                                                                  | 15,09    | Michaela Trčová                                                                            | 14,44    |
| Pięciobój                 | Dorota Skřivanová                                                            | 4560     | Tereza Elena Šínová                                                             | 4397     | Barbora Zatloukalová                                                                       | 4154     |